# Pequeños gigantes (prima edizione)
La prima edizione del talent show Pequeños gigantes è andata in onda ogni venerdì in prima serata su Canale 5 dal 19 febbraio all'11 marzo 2016 per quattro puntate con la conduzione di Belén Rodríguez. La giuria è composta da Claudio Amendola, Megan Montaner e Francesco Arca, mentre nella puntata finale Giuliano Peparini si è aggiunto alla giuria.

## Squadre partecipanti
| Squadra              | Capitano           | Componenti squadra | Classifica |
| -------------------- | ------------------ | --- | ---------- |
| I Piccoli Guerrieri  | Rudy Zerbi         | - Gaetano Marcone (5 anni, Corato, BA) - intrattenimento - Giada Albanese (8 anni, Canicattì, AG) - canto - Daniele Iuliano (11 anni, Pomezia, RM) - ballo - Gaia Gentile (12 anni, Pomezia, RM) - ballo | Vincitori  |
| Gli Incredibili      | Stefano De Martino | - Giorgio Zacchia (4 anni, Roma) - intrattenimento - Samuele Segreto (11 anni, Monreale, PA) - ballo - Gabriele Baio (12 anni, Siracusa) - ballo - Alison Di Giammarco (13 anni, Roma) - canto           | Finalisti  |
| I Supereroi          | Kledi Kadiu        | - Pietro Russo (6 anni, Marcianise, CE) - intrattenimento - Matilde Bianchi (12 anni, Monte San Giovanni in Sabina, RI) - ballo - Tecla Insolia (12 anni, Piombino, LI) - canto                          | Finalisti  |
| I Fantastici Quattro | Attilio Fontana    | - Flavia Prosperi (5 anni, Spoltore, PE) - intrattenimento - Michael Spezie (8 anni, Cilavegna, PV) - canto - Pierangelo Gullo (11 anni, Cefalù, PA) - canto - Maddalena Svevi (11 anni, Genova) - ballo | Quarti     |
| I Ribelli            | Maurizio Zamboni   | - Clarissa Firmaio (6 anni, Afragola, NA) - intrattenimento - Gabriele Rizzotto (9 anni, Catania) - ballo - Luigi Silvestri (10 anni, Afragola, NA) - canto                                              | Quinti     |

## Prima puntata

### Gli Incredibili
| Prova | Esibizione         | Esibizione    | Disciplina      | Punteggio della giuria | Punteggio della giuria | Punteggio della giuria | Media punteggio |
| Prova | Esibizione         | Esibizione    | Disciplina      | Claudio Amendola       | Megan Montaner         | Francesco Arca         | Media punteggio |
| ----- | ------------------ | ------------- | --------------- | ---------------------- | ---------------------- | ---------------------- | --------------- |
| 1     | Giorgio            | Il matrimonio | Intrattenimento | 9                      | 8                      | 8.5                    | 8.5             |
| 2     | Alison             | Valerie       | Canto           | 9                      | 9                      | 9                      | 9               |
| 3     | Gabriele e Samuele | Troy boy      | Ballo           | 8.5                    | 9.5                    | 8.5                    | 8.8             |

### I Supereroi
| Prova | Esibizione | Esibizione              | Disciplina      | Punteggio della giuria | Punteggio della giuria | Punteggio della giuria | Media punteggio |
| Prova | Esibizione | Esibizione              | Disciplina      | Claudio Amendola       | Megan Montaner         | Francesco Arca         | Media punteggio |
| ----- | ---------- | ----------------------- | --------------- | ---------------------- | ---------------------- | ---------------------- | --------------- |
| 1     | Matilde    | Diva                    | Ballo           | 8.5                    | 9                      | 8.5                    | 8.7             |
| 2     | Pietro     | Magic Pietro            | Intrattenimento | 8                      | 8                      | 8.5                    | 8.2             |
| 3     | Tecla      | Don't rain on my parade | Canto           | 9.5                    | 9                      | 9.5                    | 9.3             |

### I Fantastici Quattro
| Prova | Esibizione           | Esibizione          | Disciplina      | Punteggio della giuria | Punteggio della giuria | Punteggio della giuria | Media punteggio |
| Prova | Esibizione           | Esibizione          | Disciplina      | Claudio Amendola       | Megan Montaner         | Francesco Arca         | Media punteggio |
| ----- | -------------------- | ------------------- | --------------- | ---------------------- | ---------------------- | ---------------------- | --------------- |
| 1     | Michael e Pierangelo | Il gatto e la volpe | Canto           | 8                      | 8                      | 7.5                    | 7.8             |
| 2     | Maddalena            | All that jazz       | Ballo           | 9                      | 8.5                    | 9                      | 8.8             |
| 3     | Flavia               | Pasticciera         | Intrattenimento | 8.5                    | 9                      | 9.5                    | 9               |

### I Piccoli Guerrieri
| Prova | Esibizione     | Esibizione  | Disciplina      | Punteggio della giuria | Punteggio della giuria | Punteggio della giuria | Media punteggio |
| Prova | Esibizione     | Esibizione  | Disciplina      | Claudio Amendola       | Megan Montaner         | Francesco Arca         | Media punteggio |
| ----- | -------------- | ----------- | --------------- | ---------------------- | ---------------------- | ---------------------- | --------------- |
| 1     | Gaetano        | Il barbiere | Intrattenimento | 9                      | 9                      | 9                      | 9               |
| 2     | Giada          | Caruso      | Canto           | 9.5                    | 9.5                    | 9.5                    | 9.5             |
| 3     | Daniele e Gaia | Kissing you | Ballo           | 9                      | 9                      | 8.5                    | 8.8             |

### I Ribelli
| Prova | Esibizione | Esibizione   | Disciplina      | Punteggio della giuria | Punteggio della giuria | Punteggio della giuria | Media punteggio |
| Prova | Esibizione | Esibizione   | Disciplina      | Claudio Amendola       | Megan Montaner         | Francesco Arca         | Media punteggio |
| ----- | ---------- | ------------ | --------------- | ---------------------- | ---------------------- | ---------------------- | --------------- |
| 1     | Luigi      | A te         | Canto           | 8.5                    | 9                      | 8.5                    | 8.7             |
| 2     | Gabriele   | Beggin       | Ballo           | 9                      | 9                      | 9.5                    | 9.2             |
| 3     | Clarissa   | Acqua e sale | Intrattenimento | 8.5                    | 8.5                    | 8                      | 8.3             |

### Prove bonus
- Ospite per un gioco bonus: Gerry Scotti.
- Ospite per un duetto con i pequeños: Fedez.

Ospite per selezionare e mixare i brani per la prova di ballo: Alexandra Damiani
| Prova                        | Punto bonus (+1) | Punto bonus (+1) | Punto bonus (+1)     | Punto bonus (+1)    | Punto bonus (+1) |
| Prova                        | Gli Incredibili  | I Supereroi      | I Fantastici Quattro | I Piccoli Guerrieri | I Ribelli        |
| ---------------------------- | ---------------- | ---------------- | -------------------- | ------------------- | ---------------- |
| Pulsantiera                  |                  |                  |                      |                     |                  |
| Gerry, riesci ad indovinare? |                  |                  |                      |                     |                  |
| Corale di canto con Fedez    |                  |                  |                      |                     |                  |
| Corale di ballo              |                  |                  |                      |                     |                  |

### Classifica
| Classifica | Squadra              | Punteggio finale (con Bonus) |
| ---------- | -------------------- | ---------------------------- |
| 1          | I Fantastici Quattro | 27.6                         |
| 2          | Gli Incredibili      | 27.3                         |
| 2          | I Piccoli Guerrieri  | 27.3                         |
| 4          | I Supereroi          | 27.2                         |
| 5          | I Ribelli            | 26.2                         |

- Alla fine della puntata, la conduttrice Belén Rodríguez, in accordo con la giuria, annuncia che ci sarà un'eccezione: in questa puntata, non ci sarà un'eliminazione, rimandata alla puntata seguente.

## Seconda puntata

### Gli Incredibili
| Prova | Esibizione         | Esibizione | Disciplina      | Punteggio della giuria | Punteggio della giuria | Punteggio della giuria | Media punteggio |
| Prova | Esibizione         | Esibizione | Disciplina      | Claudio Amendola       | Megan Montaner         | Francesco Arca         | Media punteggio |
| ----- | ------------------ | ---------- | --------------- | ---------------------- | ---------------------- | ---------------------- | --------------- |
| 1     | Giorgio            | Spiderman  | Intrattenimento | 9                      | 9                      | 9.5                    | 9.2             |
| 2     | Alison             | Hello      | Canto           | 9.5                    | 10                     | 8                      | 9.2             |
| 3     | Gabriele e Samuele | Freedom    | Ballo           | 8                      | 8.5                    | 8.5                    | 8.3             |

### I Supereroi
| Prova | Esibizione | Esibizione       | Disciplina      | Punteggio della giuria | Punteggio della giuria | Punteggio della giuria | Media punteggio |
| Prova | Esibizione | Esibizione       | Disciplina      | Claudio Amendola       | Megan Montaner         | Francesco Arca         | Media punteggio |
| ----- | ---------- | ---------------- | --------------- | ---------------------- | ---------------------- | ---------------------- | --------------- |
| 1     | Matilde    | Elastic heart    | Ballo           | 9                      | 9                      | 8.5                    | 8.8             |
| 2     | Pietro     | Magic Pietro     | Intrattenimento | 8.5                    | 8.5                    | 8.5                    | 8.5             |
| 3     | Tecla      | All'alba sorgerò | Canto           | 9.5                    | 9.5                    | 9                      | 9.3             |

### I Fantastici Quattro
| Prova | Esibizione           | Esibizione                   | Disciplina      | Punteggio della giuria | Punteggio della giuria | Punteggio della giuria | Media punteggio |
| Prova | Esibizione           | Esibizione                   | Disciplina      | Claudio Amendola       | Megan Montaner         | Francesco Arca         | Media punteggio |
| ----- | -------------------- | ---------------------------- | --------------- | ---------------------- | ---------------------- | ---------------------- | --------------- |
| 1     | Michael e Pierangelo | Tu vuò fa l'americano        | Canto           | 9                      | 9                      | 8.5                    | 8.8             |
| 2     | Maddalena            | Il barbiere di Siviglia      | Ballo           | 9                      | 9                      | 9                      | 9               |
| 3     | Flavia               | Fatina dello zucchero filato | Intrattenimento | 8.5                    | 9                      | 9                      | 8.8             |

### I Piccoli Guerrieri
| Prova | Esibizione     | Esibizione            | Disciplina      | Punteggio della giuria | Punteggio della giuria | Punteggio della giuria | Media punteggio |
| Prova | Esibizione     | Esibizione            | Disciplina      | Claudio Amendola       | Megan Montaner         | Francesco Arca         | Media punteggio |
| ----- | -------------- | --------------------- | --------------- | ---------------------- | ---------------------- | ---------------------- | --------------- |
| 1     | Gaetano        | Il corpo umano        | Intrattenimento | 8.5                    | 9.5                    | 8.5                    | 8.8             |
| 2     | Giada          | Tu si 'na cosa grande | Canto           | 10                     | 10                     | 10                     | 10              |
| 3     | Daniele e Gaia | It's a beautiful day  | Ballo           | 9                      | 9                      | 9.5                    | 9.2             |

### I Ribelli
| Prova | Esibizione | Esibizione           | Disciplina      | Punteggio della giuria | Punteggio della giuria | Punteggio della giuria | Media punteggio |
| Prova | Esibizione | Esibizione           | Disciplina      | Claudio Amendola       | Megan Montaner         | Francesco Arca         | Media punteggio |
| ----- | ---------- | -------------------- | --------------- | ---------------------- | ---------------------- | ---------------------- | --------------- |
| 1     | Luigi      | Imagine              | Canto           | 9                      | 8.5                    | 8.5                    | 8.7             |
| 2     | Gabriele   | See what I've become | Ballo           | 9                      | 9                      | 9.5                    | 9.2             |
| 3     | Clarissa   | Bolle di sapone      | Intrattenimento | 9.5                    | 9.5                    | 9.5                    | 9.5             |

### Prove bonus
- Ospite per un gioco bonus: Luca Laurenti.
- Ospite per un duetto con i pequeños: The Kolors.
- Ospite per selezionare e mixare i brani per la prova di ballo: Alexandra Damiani.

| Prova                            | Punto bonus (+1) | Punto bonus (+1) | Punto bonus (+1)     | Punto bonus (+1)    | Punto bonus (+1) |
| Prova                            | Gli Incredibili  | I Supereroi      | I Fantastici Quattro | I Piccoli Guerrieri | I Ribelli        |
| -------------------------------- | ---------------- | ---------------- | -------------------- | ------------------- | ---------------- |
| Luca, riesci ad indovinare?      |                  |                  |                      |                     |                  |
| Pulsantiera                      |                  |                  |                      |                     |                  |
| Corale di canto con i The Kolors |                  |                  |                      |                     |                  |
| Corale di ballo                  |                  |                  |                      |                     |                  |

### Classifica
I punteggi ottenuti in puntata saranno sommati ai punteggi ottenuti nella puntata precedente.
| Classifica | Squadra              | Punteggio finale (con Bonus) |
| ---------- | -------------------- | ---------------------------- |
| 1          | I Piccoli Guerrieri  | 56.3                         |
| 2          | I Fantastici Quattro | 56.2                         |
| 3          | I Supereroi          | 54.8                         |
| 4          | Gli Incredibili      | 54                           |
| 5          | I Ribelli            | 53.6                         |

## Terza puntata -Semifinale

### Gli Incredibili
| Prova | Esibizione | Esibizione        | Disciplina      | Punteggio della giuria | Punteggio della giuria | Punteggio della giuria | Media punteggio |
| Prova | Esibizione | Esibizione        | Disciplina      | Claudio Amendola       | Megan Montaner         | Francesco Arca         | Media punteggio |
| ----- | ---------- | ----------------- | --------------- | ---------------------- | ---------------------- | ---------------------- | --------------- |
| 1     | Giorgio    | Il Pompiere       | Intrattenimento | 10                     | 9                      | 10                     | 9.7             |
| 2     | Samuele    | No flex zone      | Ballo           | 9.5                    | 10                     | 9.5                    | 9.7             |
| 3     | Alison     | Thinking out loud | Canto           | 9.5                    | 10                     | 9.5                    | 9.7             |

### I Supereroi
| Prova | Esibizione | Esibizione      | Disciplina      | Punteggio della giuria | Punteggio della giuria | Punteggio della giuria | Media punteggio |
| Prova | Esibizione | Esibizione      | Disciplina      | Claudio Amendola       | Megan Montaner         | Francesco Arca         | Media punteggio |
| ----- | ---------- | --------------- | --------------- | ---------------------- | ---------------------- | ---------------------- | --------------- |
| 1     | Tecla      | Total eclipse   | Canto           | 9.5                    | 9                      | 9.5                    | 9.3             |
| 2     | Pietro     | Magic Pietro    | Intrattenimento | 9.5                    | 9.5                    | 9.5                    | 9.5             |
| 3     | Matilde    | To build a home | Ballo           | 10                     | 10                     | 10                     | 10              |

### I Fantastici Quattro
| Prova | Esibizione           | Esibizione                | Disciplina      | Punteggio della giuria | Punteggio della giuria | Punteggio della giuria | Media punteggio |
| Prova | Esibizione           | Esibizione                | Disciplina      | Claudio Amendola       | Megan Montaner         | Francesco Arca         | Media punteggio |
| ----- | -------------------- | ------------------------- | --------------- | ---------------------- | ---------------------- | ---------------------- | --------------- |
| 1     | Maddalena            | Let the sunshine          | Ballo           | 9                      | 9                      | 8                      | 8.7             |
| 2     | Michael e Pierangelo | Fatti mandare dalla mamma | Canto           | 9                      | 9                      | 8.5                    | 8.8             |
| 3     | Flavia               | Il bruco e la farfalla    | Intrattenimento | 8.5                    | 9                      | 9                      | 8.8             |

### I Piccoli Guerrieri
| Prova | Esibizione     | Esibizione           | Disciplina      | Punteggio della giuria | Punteggio della giuria | Punteggio della giuria | Media punteggio |
| Prova | Esibizione     | Esibizione           | Disciplina      | Claudio Amendola       | Megan Montaner         | Francesco Arca         | Media punteggio |
| ----- | -------------- | -------------------- | --------------- | ---------------------- | ---------------------- | ---------------------- | --------------- |
| 1     | Gaetano        | Guida Turistica      | Intrattenimento | 9                      | 9.5                    | 9.5                    | 9.3             |
| 2     | Daniele e Gaia | With or without you  | Ballo           | 9.5                    | 9.5                    | 9.5                    | 9.5             |
| 3     | Giada          | La voce del silenzio | Canto           | 9.5                    | 9.5                    | 10                     | 9.7             |

### Prove bonus
- Ospite per un gioco bonus: Luca Laurenti.
- Ospite per un duetto con i pequeños: Giusy Ferreri.
- Ospite per selezionare e mixare i brani per la prova di ballo: Alexandra Damiani.

| Prova                             | Punto bonus (+1) | Punto bonus (+1) | Punto bonus (+1)     | Punto bonus (+1)    |
| Prova                             | Gli Incredibili  | I Supereroi      | I Fantastici Quattro | I Piccoli Guerrieri |
| --------------------------------- | ---------------- | ---------------- | -------------------- | ------------------- |
| Pulsantiera                       |                  |                  |                      |                     |
| Luca, ci ritenti?                 |                  |                  |                      |                     |
| Corale di canto con Giusy Ferreri |                  |                  |                      |                     |
| Il Principe Azzurro               |                  |                  |                      |                     |
| Corale di ballo                   |                  |                  |                      |                     |

### Classifica
I punteggi ottenuti in puntata saranno sommati ai punteggi ottenuti nelle puntate precedenti.
| Classifica | Squadra              | Punteggio finale (con Bonus) |
| ---------- | -------------------- | ---------------------------- |
| 1          | I Piccoli Guerrieri  | 85.8                         |
| 2          | I Supereroi          | 85.6                         |
| 3          | Gli Incredibili      | 85.1                         |
| 4          | I Fantastici Quattro | 82.5                         |

## Quarta puntata -Finale
- Oltre ai tre giudici fissi, per questa finale è stato invitato Giuliano Peparini come giudice d'eccezione.

### Gli Incredibili
| Prova | Esibizione         | Esibizione                         | Disciplina      | Punteggio della giuria | Punteggio della giuria | Punteggio della giuria | Punteggio della giuria | Media punteggio |
| Prova | Esibizione         | Esibizione                         | Disciplina      | Claudio Amendola       | Giuliano Peparini      | Megan Montaner         | Francesco Arca         | Media punteggio |
| ----- | ------------------ | ---------------------------------- | --------------- | ---------------------- | ---------------------- | ---------------------- | ---------------------- | --------------- |
| 1     | Giorgio            | Super Mario                        | Intrattenimento | 10                     | 10                     | 10                     | 10                     | 10              |
| 2     | Alison             | Back to black                      | Canto           | 10                     | 10                     | 10                     | 9.5                    | 9.9             |
| 3     | Gabriele e Samuele | Burn it up - How deep is your love | Ballo           | 9.5                    | 10                     | 10                     | 9.5                    | 9.8             |

### I Supereroi
| Prova | Esibizione | Esibizione            | Disciplina      | Punteggio della giuria | Punteggio della giuria | Punteggio della giuria | Punteggio della giuria | Media punteggio |
| Prova | Esibizione | Esibizione            | Disciplina      | Claudio Amendola       | Giuliano Peparini      | Megan Montaner         | Francesco Arca         | Media punteggio |
| ----- | ---------- | --------------------- | --------------- | ---------------------- | ---------------------- | ---------------------- | ---------------------- | --------------- |
| 1     | Matilde    | Get the party started | Ballo           | 10                     | 10                     | 9.5                    | 10                     | 9.9             |
| 2     | Pietro     | Magic Pietro          | Intrattenimento | 9                      | 10                     | 9                      | 10                     | 9.5             |
| 3     | Tecla      | New York, New York    | Canto           | 10                     | 10                     | 10                     | 10                     | 10              |

### I Piccoli Guerrieri
| Prova | Esibizione     | Esibizione                 | Disciplina      | Punteggio della giuria | Punteggio della giuria | Punteggio della giuria | Punteggio della giuria | Media punteggio |
| Prova | Esibizione     | Esibizione                 | Disciplina      | Claudio Amendola       | Giuliano Peparini      | Megan Montaner         | Francesco Arca         | Media punteggio |
| ----- | -------------- | -------------------------- | --------------- | ---------------------- | ---------------------- | ---------------------- | ---------------------- | --------------- |
| 1     | Giada          | Sei nell'anima             | Canto           | 10                     | 10                     | 10                     | 10                     | 10              |
| 2     | Daniele e Gaia | Una finestra tra le stelle | Ballo           | 10                     | 10                     | 10                     | 10                     | 10              |
| 3     | Gaetano        | Battitore d'asta           | Intrattenimento | 9.5                    | 9.5                    | 9.5                    | 9.5                    | 9.5             |

### Prove bonus
- Ospite per la prova bonus della fiaba di Cenerentola: Tina Cipollari.
- Ospite per un duetto con i pequeños: Stadio.
- Ospite per selezionare e mixare i brani per la prova di ballo: Alexandra Damiani.

| Prova                          | Punto bonus (+1) | Punto bonus (+1) | Punto bonus (+1)    |
| Prova                          | Gli Incredibili  | I Supereroi      | I Piccoli Guerrieri |
| ------------------------------ | ---------------- | ---------------- | ------------------- |
| Corale mista                   |                  |                  |                     |
| Pulsantiera                    | SECRETATO        | SECRETATO        | SECRETATO           |
| Senti chi parla!               |                  |                  |                     |
| Cenerentola                    | SECRETATO        | SECRETATO        | SECRETATO           |
| Corale di canto con gli Stadio | SECRETATO        | SECRETATO        | SECRETATO           |
| Corale di ballo                | SECRETATO        | SECRETATO        | SECRETATO           |

### La prova di Belén
Belén si esibisce in un tango e a giudicare sono i pequeñitos.
| Pietro | Giorgio   | Gaetano | Media punteggio |
| ------ | --------- | ------- | --------------- |
| 10     | 5 5.5 6.5 | 10.5    | 9               |

### Classifica
Nella puntata finale, la classifica è azzerata e tutte le squadre partono alla pari.
I voti delle prove bonus sono rimasti secretati: è stato direttamente rivelato il vincitore, ovvero la squadra dei Piccoli Guerrieri.
| Classifica | Squadra             |
| ---------- | ------------------- |
| 1          | I Piccoli Guerrieri |
| N.D.       | Gli Incredibili     |
| N.D.       | I Supereroi         |

## Ascolti
| Puntata    | Messa in onda    | Telespettatori | Share  | Ospiti                                          |
| ---------- | ---------------- | -------------- | ------ | ----------------------------------------------- |
| 1          | 19 febbraio 2016 | 3 957 000      | 18,63% | Gerry Scotti, Fedez, Alexandra Damiani          |
| 2          | 26 febbraio 2016 | 4 051 000      | 18,86% | Luca Laurenti, The Kolors, Alexandra Damiani    |
| Semifinale | 4 marzo 2016     | 3 750 000      | 17,74% | Luca Laurenti, Giusy Ferreri, Alexandra Damiani |
| Finale     | 11 marzo 2016    | 3 851 000      | 17,90% | Stadio, Alexandra Damiani                       |
| Media      | Media            | 3 800 000      | 18,28% |                                                 |

### La Buonanotte di Pequeños Gigantes
| Puntata    | Messa in onda    | Telespettatori | Share  |
| ---------- | ---------------- | -------------- | ------ |
| 1          | 19 febbraio 2016 | 1 387 000      | 14,43% |
| 2          | 26 febbraio 2016 | –              | –      |
| Semifinale | 4 marzo 2016     | 1 584 000      | 18,72% |
| Finale     | 11 marzo 2016    | 1 904 000      | 21.62% |